# Touch and Go (együttes)
A Touch and Go egy brit zenei együttes, amely az "I Found You Very Attractive" elnevezésű albuma által vált híressé. Ezen belül is a legnépszerűbb számaik, melyekből önálló album is megjelent, a "Would You...?", a "Straight... to Number One", a  "So Hot", vagy a "Tango in Harlem".

## Pályafutás
Pályafutását az együttes 1998-ban kezdte el a "Would You...?" című hatalmas sikert elért slágerükkel, melynek ismert mondata a "Nagyon vonzónak talállak" vagy a "Lefeküdnél velem?", melyek többször is elhangoznak a dalban. A "Would You...?" zeneszám több olyan televíziós műsorban is megjelent filmzeneként, mint a "G String Divas" vagy a brit "As If" televíziós sorozat. Szintén a Queer As Folk első epizódjában hallható volt a dal. A "Straight... to Number One" az Apple iTunes reklámjaiban is feltűnt. Nem túlzás kimondani, de csak a „Would You...?” c. maxiból 500.000 darabot adtak el. Dalaik népszerűségét nagymértékben a trombitaszólóknak is köszönhetik.
A zenei producerük David Lowe a szerzője az összes BBC zenének 1998 óta.

## Az együttes
Tagok:
- Vanessa Lancaster – énekhang, vokál
- James Lynch – trombita, hangszerek

Producerek:
- Dawid Lowe
- Charlie Gillett
- Gordon Nelki

## Album(ok)
- I Find You Very Attractive (1999)

Önálló dalok:
- "Would You...?" (1998)
- "Straight... to Number One" (1999)
- "So Hot" (2000)
- "Tango in Harlem" (2001)